# Indian Wells Open 2006 - Qualificazioni singolare femminile
Le qualificazioni del singolare femminile dell'Indian Wells Open 2006 sono state un torneo di tennis preliminare per accedere alla fase finale della manifestazione. Le vincitrici dell'ultimo turno sono entrate di diritto nel tabellone principale. In caso di ritiro di una o più giocatrici aventi diritto a queste sono subentrati le lucky loser, ossia le giocatrici che hanno perso nell'ultimo turno ma che avevano una classifica più alta rispetto alle altre partecipanti che avevano comunque perso nel turno finale.
Le qualificazioni del torneo Indian Wells Open  2006 prevedevano 48 partecipanti di cui 12 sono entrate nel tabellone principale.

## Teste di serie
1. Maria-Elena Camerin (ultimo turno)
2. Melinda Czink (primo turno)
3. Martina Müller (primo turno)
4. Nastas'sja Jakimava (Qualificata)
5. Eva Birnerová (ultimo turno)
6. Yuan Meng (Qualificata)
7. Juliana Fedak (Qualificata)
8. Anastasija Rodionova (Qualificata)
9. Bethanie Mattek (Qualificata)
10. Maria-Emilia Salerni (primo turno)
11. Kateryna Bondarenko (primo turno)
12. Camille Pin (Qualificata)

1. Tat'jana Puček (primo turno)
2. Nathalie Viérin (ultimo turno)
3. Rika Fujiwara (ultimo turno)
4. Meilen Tu (primo turno)
5. Ivana Lisjak (Qualificata)
6. Kateřina Böhmová (Qualificata)
7. Viktoryja Azaranka (ultimo turno)
8. Hsieh Su-wei (ultimo turno)
9. Milagros Sequera (ultimo turno)
10. Varvara Lepchenko (ultimo turno)
11. Lilia Osterloh (ultimo turno)
12. Nicole Pratt (Qualificata)

## Qualificati
1. Kateřina Böhmová
2. Anne Kremer
3. Ivana Lisjak
4. Nastas'sja Jakimava
5. Nicole Pratt
6. Yuan Meng

1. Juliana Fedak
2. Anastasija Rodionova
3. Bethanie Mattek
4. Jessica Kirkland
5. Tat'jana Puček
6. Camille Pin

## Tabellone

### Legenda
| - Q = Qualificato - WC = Wild card - LL = Lucky loser | - ALT = Alternate - SE = Special Exempt - PR = Protected Ranking | - w/o = Walkover - r = Ritirato - d = Squalificato |

### Sezione 1
|  | Primo turno | Primo turno         | Primo turno      | Primo turno | Primo turno |  |  | Ultimo turno | Ultimo turno        | Ultimo turno | Ultimo turno | Ultimo turno |  |
|  |             |                     |                  |             |             |  |  |              |                     |              |              |              |  |
|  | 1           | Maria-Elena Camerin | 65               | 6           | 6           |  |  |              |                     |              |              |              |  |
|  |             | Shikha Uberoi       | 7                | 4           | 2           |  |  | 1            | Maria-Elena Camerin | 6            | 6            | 2            |  |
|  | 18          | Kateřina Böhmová    | Kateřina Böhmová | 6           | 6           |  |  | 18           | Kateřina Böhmová    | 7            | 2            | 6            |  |
|  |             | Pamela Montez       | Pamela Montez    | 2           | 1           |  |  |              |                     |              |              |              |  |

### Sezione 2
|  | Primo turno | Primo turno      | Primo turno      | Primo turno | Primo turno |  |  | Ultimo turno | Ultimo turno | Ultimo turno | Ultimo turno | Ultimo turno |  |
|  |             |                  |                  |             |             |  |  |              |              |              |              |              |  |
|  |             | Anne Kremer      | 6                | 3           | 6           |  |  |              |              |              |              |              |  |
|  | 2           | Melinda Czink    | 3                | 6           | 2           |  |  | Anne Kremer  | Anne Kremer  | Anne Kremer  | 6            | 6            |  |
|  |             | Meilen Tu        | Meilen Tu        | 6           | 6           |  |  | Meilen Tu    | Meilen Tu    | Meilen Tu    | 1            | 0            |  |
|  | 16          | Marija Korytceva | Marija Korytceva | 3           | 3           |  |  |              |              |              |              |              |  |

### Sezione 3
|  | Primo turno | Primo turno       | Primo turno       | Primo turno | Primo turno |  |  | Ultimo turno | Ultimo turno     | Ultimo turno     | Ultimo turno | Ultimo turno |  |
|  |             |                   |                   |             |             |  |  |              |                  |                  |              |              |  |
|  |             | Barbora Strýcová  | Barbora Strýcová  | 6           | 7           |  |  |              |                  |                  |              |              |  |
|  | 3           | Martina Müller    | Martina Müller    | 3           | 63          |  |  |              | Barbora Strýcová | Barbora Strýcová | 4            | 4            |  |
|  | 17          | Ivana Lisjak      | Ivana Lisjak      | 6           | 6           |  |  | 17           | Ivana Lisjak     | Ivana Lisjak     | 6            | 6            |  |
|  |             | Ľudmila Cervanová | Ľudmila Cervanová | 0           | 0           |  |  |              |                  |                  |              |              |  |

### Sezione 4
|  | Primo turno | Primo turno         | Primo turno         | Primo turno | Primo turno |  |  | Ultimo turno | Ultimo turno        | Ultimo turno        | Ultimo turno | Ultimo turno |  |
|  |             |                     |                     |             |             |  |  |              |                     |                     |              |              |  |
|  | 4           | Nastas'sja Jakimava | Nastas'sja Jakimava | 6           | 6           |  |  |              |                     |                     |              |              |  |
|  |             | Anne Yelsey         | Anne Yelsey         | 4           | 0           |  |  | 4            | Nastas'sja Jakimava | Nastas'sja Jakimava | 7            | 6            |  |
|  | 21          | Milagros Sequera    | 3                   | 6           | 6           |  |  | 21           | Milagros Sequera    | Milagros Sequera    | 5            | 0            |  |
|  |             | Tetjana Perebyjnis  | 6                   | 3           | 4           |  |  |              |                     |                     |              |              |  |

### Sezione 5
|  | Primo turno | Primo turno      | Primo turno      | Primo turno | Primo turno |  |  | Ultimo turno | Ultimo turno  | Ultimo turno | Ultimo turno | Ultimo turno |  |
|  |             |                  |                  |             |             |  |  |              |               |              |              |              |  |
|  | 5           | Eva Birnerová    | Eva Birnerová    | 6           | 6           |  |  |              |               |              |              |              |  |
|  |             | Ryoko Fuda       | Ryoko Fuda       | 4           | 4           |  |  | 5            | Eva Birnerová | 6            | 2            | 4            |  |
|  | 24          | Nicole Pratt     | Nicole Pratt     | 6           | 6           |  |  | 24           | Nicole Pratt  | 1            | 6            | 6            |  |
|  |             | Stéphanie Dubois | Stéphanie Dubois | 2           | 3           |  |  |              |               |              |              |              |  |

### Sezione 6
|  | Primo turno | Primo turno         | Primo turno         | Primo turno | Primo turno |  |  | Ultimo turno | Ultimo turno      | Ultimo turno | Ultimo turno | Ultimo turno |  |
|  |             |                     |                     |             |             |  |  |              |                   |              |              |              |  |
|  | 6           | Yuan Meng           | Yuan Meng           | 6           | 6           |  |  |              |                   |              |              |              |  |
|  |             | Angela Haynes       | Angela Haynes       | 3           | 3           |  |  | 6            | Yuan Meng         | 4            | 6            | 7            |  |
|  | 22          | Varvara Lepchenko   | Varvara Lepchenko   | 6           | 6           |  |  | 22           | Varvara Lepchenko | 6            | 2            | 5            |  |
|  |             | Tamarine Tanasugarn | Tamarine Tanasugarn | 1           | 0           |  |  |              |                   |              |              |              |  |

### Sezione 7
|  | Primo turno | Primo turno     | Primo turno     | Primo turno | Primo turno |  |  | Ultimo turno | Ultimo turno  | Ultimo turno | Ultimo turno | Ultimo turno |  |
|  |             |                 |                 |             |             |  |  |              |               |              |              |              |  |
|  | 7           | Juliana Fedak   | Juliana Fedak   | 7           | 6           |  |  |              |               |              |              |              |  |
|  |             | Natalia Gussoni | Natalia Gussoni | 64          | 2           |  |  | 7            | Juliana Fedak | 64           | 6            | 6            |  |
|  | 20          | Hsieh Su-wei    | Hsieh Su-wei    | 6           | 6           |  |  | 20           | Hsieh Su-wei  | 7            | 3            | 4            |  |
|  |             | Tat'jana Panova | Tat'jana Panova | 0           | 3           |  |  |              |               |              |              |              |  |

### Sezione 8
|  | Primo turno | Primo turno          | Primo turno          | Primo turno | Primo turno |  |  | Ultimo turno | Ultimo turno         | Ultimo turno | Ultimo turno | Ultimo turno |  |
|  |             |                      |                      |             |             |  |  |              |                      |              |              |              |  |
|  | 8           | Anastasija Rodionova | 1                    | 6           | 6           |  |  |              |                      |              |              |              |  |
|  |             | Julia Vakulenko      | 6                    | 4           | 4           |  |  | 8            | Anastasija Rodionova | 5            | 6            | 6            |  |
|  | 14          | Nathalie Viérin      | Nathalie Viérin      | 6           | 6           |  |  | 14           | Nathalie Viérin      | 7            | 4            | 2            |  |
|  |             | Maria Fernanda Alves | Maria Fernanda Alves | 4           | 4           |  |  |              |                      |              |              |              |  |

### Sezione 9
|  | Primo turno | Primo turno           | Primo turno           | Primo turno | Primo turno |  |  | Ultimo turno | Ultimo turno       | Ultimo turno | Ultimo turno | Ultimo turno |  |
|  |             |                       |                       |             |             |  |  |              |                    |              |              |              |  |
|  | 9           | Bethanie Mattek       | 6                     | 2           | 4           |  |  |              |                    |              |              |              |  |
|  |             | Edina Gallovits       | 4                     | 6           | 4r          |  |  | 9            | Bethanie Mattek    | 1            | 6            | 7            |  |
|  | 19          | Viktoryja Azaranka    | Viktoryja Azaranka    | 6           | 6           |  |  | 19           | Viktoryja Azaranka | 6            | 4            | 5            |  |
|  |             | Dianne Kenneth Matias | Dianne Kenneth Matias | 2           | 1           |  |  |              |                    |              |              |              |  |

### Sezione 10
|  | Primo turno | Primo turno          | Primo turno     | Primo turno | Primo turno |  |  | Ultimo turno | Ultimo turno     | Ultimo turno     | Ultimo turno | Ultimo turno |  |
|  |             |                      |                 |             |             |  |  |              |                  |                  |              |              |  |
|  |             | Jessica Kirkland     | 5               | 6           | 7           |  |  |              |                  |                  |              |              |  |
|  | 10          | Maria-Emilia Salerni | 7               | 1           | 5           |  |  |              | Jessica Kirkland | Jessica Kirkland | 6            | 7            |  |
|  | 23          | Lilia Osterloh       | Lilia Osterloh  | 6           | 6           |  |  | 23           | Lilia Osterloh   | Lilia Osterloh   | 4            | 5            |  |
|  |             | Sabine Klaschka      | Sabine Klaschka | 3           | 2           |  |  |              |                  |                  |              |              |  |

### Sezione 11
|  | Primo turno | Primo turno         | Primo turno | Primo turno | Primo turno |  |  | Ultimo turno   | Ultimo turno   | Ultimo turno | Ultimo turno | Ultimo turno |  |
|  |             |                     |             |             |             |  |  |                |                |              |              |              |  |
|  |             | Ahsha Rolle         | 6           | 3           | 6           |  |  |                |                |              |              |              |  |
|  | 11          | Kateryna Bondarenko | 0           | 6           | 2           |  |  | Ahsha Rolle    | Ahsha Rolle    | 2            | 6            | 0            |  |
|  |             | Tat'jana Puček      | 1           | 6           | 7           |  |  | Tat'jana Puček | Tat'jana Puček | 6            | 4            | 6            |  |
|  | 13          | Yvonne Meusburger   | 6           | 0           | 5           |  |  |                |                |              |              |              |  |

### Sezione 12
|  | Primo turno | Primo turno        | Primo turno        | Primo turno | Primo turno |  |  | Ultimo turno | Ultimo turno  | Ultimo turno  | Ultimo turno | Ultimo turno |  |
|  |             |                    |                    |             |             |  |  |              |               |               |              |              |  |
|  | 12          | Camille Pin        | Camille Pin        | 6           | 6           |  |  |              |               |               |              |              |  |
|  |             | Cassandra Herzberg | Cassandra Herzberg | 0           | 1           |  |  | 12           | Camille Pin   | Camille Pin   | 6            | 6            |  |
|  | 15          | Rika Fujiwara      | Rika Fujiwara      | 6           | 6           |  |  | 15           | Rika Fujiwara | Rika Fujiwara | 4            | 3            |  |
|  |             | Tzipora Obziler    | Tzipora Obziler    | 0           | 4           |  |  |              |               |               |              |              |  |